# Симбреш
Симбреш (порт. Cimbres)  —  район (фрегезия) в Португалии,  входит в округ Визеу. Является составной частью муниципалитета Армамар. По старому административному делению входил в провинцию Траз-уж-Монтиш и Алту-Дору. Входит в экономико-статистический субрегион Доуру, который входит в Северный регион. Население составляет 374 человека на 2001 год. Занимает площадь 5,87 км².